# Parasphenella forchhammeri
Parasphenella forchhammeri är en insektsart som beskrevs av Johnsen och D.K.M. Kevan 1984. Parasphenella forchhammeri ingår i släktet Parasphenella och familjen Pyrgomorphidae. Inga underarter finns listade i Catalogue of Life.